# Station Fontenay-sous-Bois
Fontenay-sous-Bois is een spoorwegstation gelegen in de Franse gemeente Fontenay-sous-Bois en het departement van Val-de-Marne

## Het station
Het station is onderdeel van het RER-netwerk (Lijn A) en is eigendom van het Parijse vervoersbedrijf RATP. Voor Passe Navigo gebruikers ligt het station in zone 3 en het ligt aan RER-tak A2 tussen Val de Fontenay en Boissy-Saint-Léger

## Overstapmogelijkheid
Er is een overstap mogelijk tussen RER en een aantal buslijnen
- RATP
  - twee buslijnen

## Vorig en volgend station
| Richting                 | Vorig station | Lijn  | Volgend station  | Richting              |
| ------------------------ | ------------- | ----- | ---------------- | --------------------- |
| Saint-Germain-en-Laye A1 | Vincennes     | RER A | Nogent-sur-Marne | Boissy-Saint-Léger A2 |